# Astragalus merxmuelleri
Astragalus merxmuelleri är en ärtväxtart som beskrevs av Dieter Podlech. Astragalus merxmuelleri ingår i släktet vedlar, och familjen ärtväxter. Inga underarter finns listade i Catalogue of Life.